# Dani Fontrodona
Daniel Fontrodon López més conegut com a Dani Fontrodona (Barcelona, 1 d'abril de 1965), és un tècnic de so català, guanyador del Goya al millor so i del Premi Gaudí al millor so. És membre de l'Acadèmia de Cinema Europeu, de l'Acadèmia del Cinema Català i de l'Acadèmia de Cinema Espanyol.
Es va graduar a l'Escola de Mitjans Audiovisuals de Barcelona (EMAV) el 1989, va debutar com a "boom operator" el 1991 a Què t'hi jugues, Mari Pili? i Ho sap el ministre?. El 1995 va debutar com a director de so a El perquè de tot plegat i continuaria amb altres com Mones com la Becky (1999) o Gitano (1999).
Ha estat nominat quatre cops al Goya al millor so: el 2002 per Juana la Loca, el 2003 per Darkness, el 2010 per Pa negre i el 2011 per Blackthorn. Va guanyar un dels Premis Gaudí de 2011 per Pa negre i fou nominat el 2015 per L'altra frontera. El 2007 fou nominat als Premis Barcelona de Cinema per 53 días de invierno.
També ha treballat a El Niño (2014) de Daniel Monzón, Évolution (2015) de Lucile Hadzihalilovic i Todos lo saben (2018) d'Asghar Farhadi.